# Colonización alemana de América

Colonias alemanas a través del mundo.

La colonización alemana de América se refiere a los variados intentos de crear asentamientos de origen alemán en distintos lugares del Nuevo Mundo, siendo los principales Venezuela (en alemán: Klein-Venedig, también llamada Welser-Kolonie), Santo Tomás, isla Crab (Guyana) y Ter Tholen en los siglos XVI y XVII.

## Colombia y Venezuela

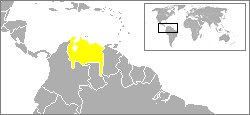
Territorio arrendado a la familia alemana Welser entre 1528 y 1545, que corresponde a parte de la actual Venezuela.

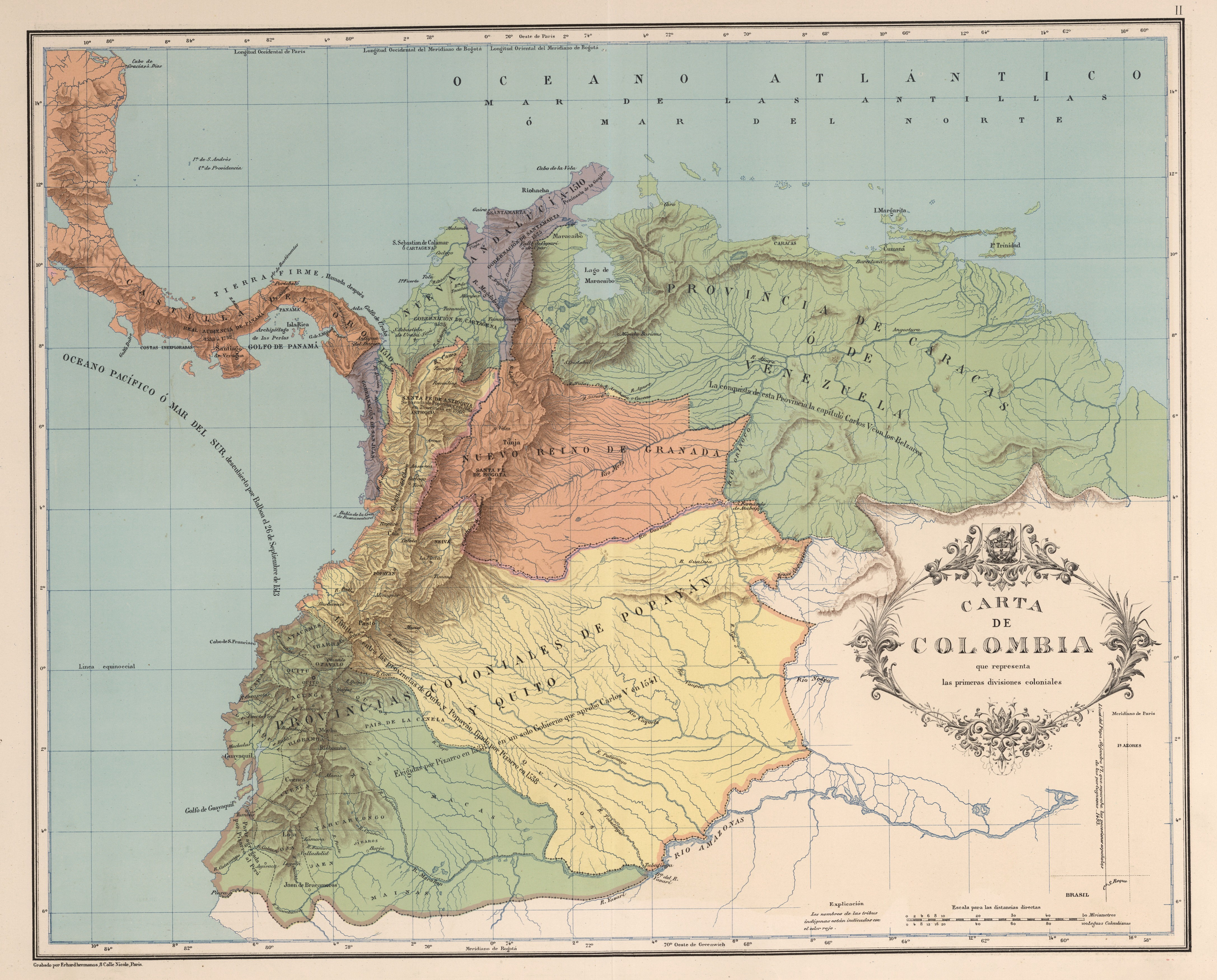
Primeras divisiones coloniales de Colombia, Ecuador y Venezuela en 1538. Klein-Venedig o Welserland se llama Provincia de Caracas en el mapa.

Klein-Venedig (en alemán Pequeña Venecia) o Welserland (como se le conoció en Alemania) consistió en el más significativo de los intentos por poblar las Américas en el siglo XVI, en la que la familia de banqueros Welser les fue adjudicada la provincia de Venezuela entre 1528 hasta 1545 a cambio de las deudas de Carlos I de España.
La Familia Welser dedicada a la banca en Augsburgo obtuvo en 1528 los derechos para conquistar Venezuela mediante la capitulación negociada por el mercader burgalés García de Lerma y firmada por Carlos V, Emperador del Sacro Imperio Romano Germánico y rey de España. Estos derechos fueron negociados por Heinrich Ehinger y Hieronymus Sailer, como parte del pago de la deuda contraída por la Corona española para financiar las campañas militares en Europa. 
Se preparó un esquema de colonización desde Coro (Neu-Augsburg durante la administración alemana), ciudad fundada en 1527, y la empresa fue dirigida inicialmente por Ambrosio Alfinger, que fundó Maracaibo en 1529. Alfinger exploró el interior en búsqueda del fabuloso El Dorado. Había partido de Sevilla el 7 de octubre de 1528 con 281 colonos. Desde Santo Domingo partieron 50 de ellos hacia Santa Marta para restablecer el control español, seguido del asesinato del gobernador. Alfinger y el resto se dirigieron hacia la costa venezolana y desembarcaron el 24 de febrero de 1529 en Coro. Le siguieron otros gobernadores alemanes: Nicolás Federmann, Georg von Speyer y Philipp von Hutten, quienes también se comprometieron principalmente en la búsqueda de oro.
Federmann viajó por los Andes hasta Bogotá, donde él y Sebastián de Belalcázar disputaron al principio las reclamaciones de Gonzalo Jiménez de Quesada en esa provincia. Para 1541, las disputas habían crecido y los banqueros fueron despojados del control de su territorio arrendado en 1556.
Con la muerte de Philipp von Hutten, unos pocos soldados alemanes de los Welser se establecieron en Cuara, un valle al sur de Quibor, donde luego fueron mezclándose con los españoles . Los Welser transportaron mineros alemanes durante el periodo de conquista, así como a 4000 esclavos africanos como mano de obra para trabajar las plantaciones de caña de azúcar. Muchos de los colonos alemanes murieron de enfermedades tropicales o por ataques de hostiles nativos durante los frecuentes viajes dentro de territorios desconocidos en búsqueda de oro. 
Después de la independencia de Venezuela en 1821, un grupo de inmigrantes provenientes del entonces Gran Ducado de Baden, estado independiente luego incorporado a Alemania, se establecieron en la Colonia Tovar fundada en 1843 por el coronel Agustín Codazzi, bajo el auspicio del gobierno nacional presidido por José Antonio Páez y por recomendación expresa de Alexander von Humboldt. A principio del siglo XX gran parte de los emigrantes alemanes desembarcaron en Venezuela no solo porque los puertos de Maracaibo y La Guaira, eran los más cercanos a Europa sino porque históricamente siempre los alemanes han vivido en Venezuela, para asentarse después poco a poco en toda América Latina. La familia de nobleza alemana más destacada en este territorio fue la de los Condes de Luxburg, príncipes de Schoneaich-Carolath y príncipes de Carolath-Beuthen.

## Otros intentos de colonización alemana en América

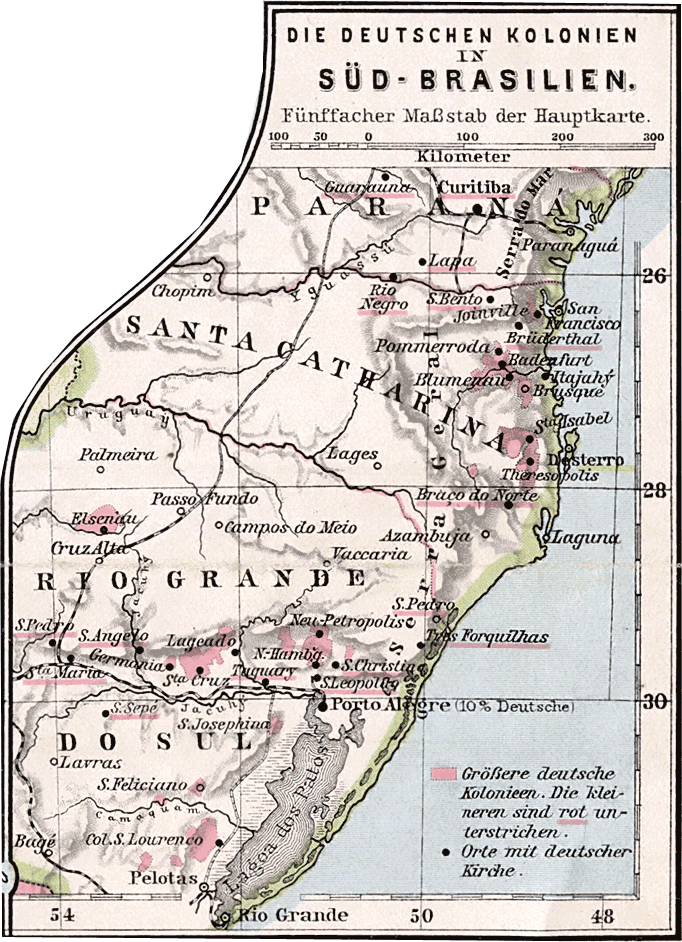
Colonización alemana en el sur del Brasil. Los lugares de mayor inmigración se muestran en color rojo; los puntos negros para las ciudades con iglesias alemanas.

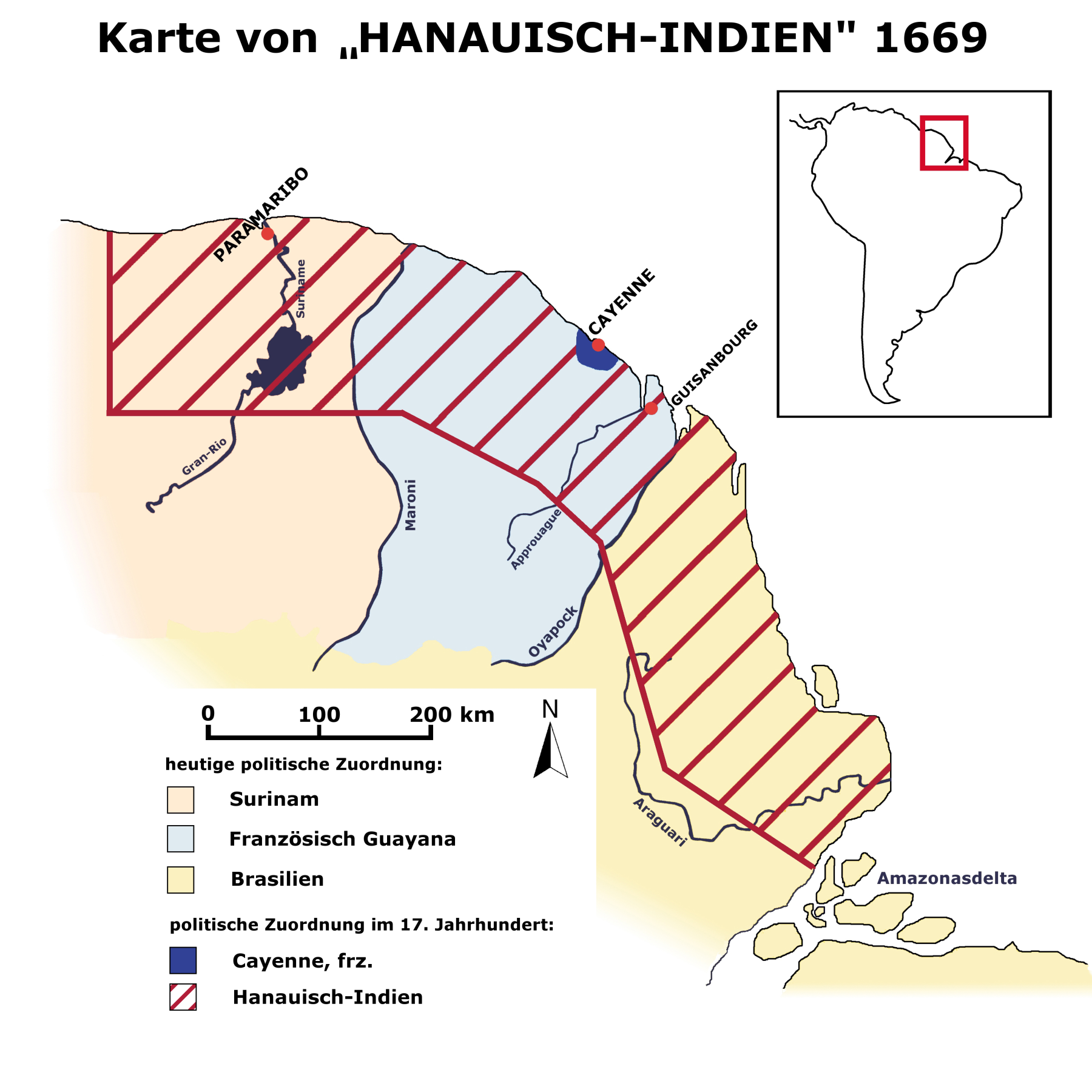
Mapa de Hanauisch-Indien (1669).

- Brandeburgo-Prusia, en el Caribe: Brandeburgo y el Imperio danés alcanzaron un acuerdo que permitía a la Compañía africana brandeburguesa alquilar parte de Santo Tomás (actual Saint Thomas (Islas Vírgenes) como una base durante 30 años, mientras que la soberanía seguiría siendo danesa y la administración con la Compañía danesa de las Indias Occidentales y Guinea; se le concedió una zona cerca de la capital Charlotte Amalie, llamada Brandenburgery, y otros territorios llamados Krum Bay y Bordeaux Estates más al oeste.El primer buque Brandeburgues llegó en 1686, en 1735 abandonaron la isla y sus últimos restos fueron vendidos por 1738.  Aunque hubo otros intentos como: comprar las colonias francesas de Santa Cruz y San Vicente, adquirir la Isla Crab (reclamada por Dinamarca, Inglaterra y España), en 1689 se ocupó por un tiempo la isla de Peter (pero demostró ser inadecuada para el comercio y ocupación), se acordó con el Ducado de Curlandia y Semigalia la partición de la isla Tobago, pero se anuló por la desocupación curlandesa y las reclamaciones inglesas, en 1695, Brandeburgo-Prusia intentó conseguir Tórtola, pero Inglaterra le denegó el asentamiento y de la misma manera, Inglaterra declinó la oferta de adquirir Sint Eustatius en 1697.

- Condado de Hanau, en las Guayanas: Hanauisch-Indien fue un proyecto colonial contraído pero no realizado entre la actual Surinam, Guayana Francesa y el norte brasileño. En 1669 se concretó un contrato con la Compañía Neerlandesa de las Indias Occidentales tomar un feudo de un área de 3000 millas cuadradas holandesas (cerca de 100 000 kilómetros cuadrados). El objetivo era lograr una balanza comercial positiva con una colonia para equilibrar las dificultades financieras del condado de Hanau, así como transformar a los indios en gente "civilizada y amable". El tratado también proporcionó un monopolio a los neerlandeses. No se concretó formalmente por la falta de financiación al proyecto y a los colonos, considerándose un fiasco financiero al condado de Hanau, incluso se trató de vender al Imperio Inglés, pero finalmente fracasó con el estallido de la guerra franco-neerlandesa el mismo año.

- Imperio alemán (II Reich), en el Caribe: se trató de formar una colonia en las Indias Occidentales denominada "Caribe alemán" para aumentar su influencia en América para el comercio y establecer una base militar; sin embargo las influencias estadounidenses de la Doctrina Monroe y otros factores impidieron su fundación prevista para el siglo XIX.

- República Democrática Alemana, en las Antillas: El presidente de Cuba Fidel Castro otorgó a Alemania Oriental el Cayo Blanco o del Sur, renombrado Cayo Ernest Thaelmann en honor al político comunista alemán Ernst Thälmann, que era el líder del Partido Comunista de Alemania (KPD) durante la mayor parte de la República de Weimar. Pero en 1990 luego de la Reunificación alemana, Alemania no reclamó el territorio y el gobierno cubano explicó que fue más un gesto simbólico que una real concesión.

## Emigración alemana delsigloXIX

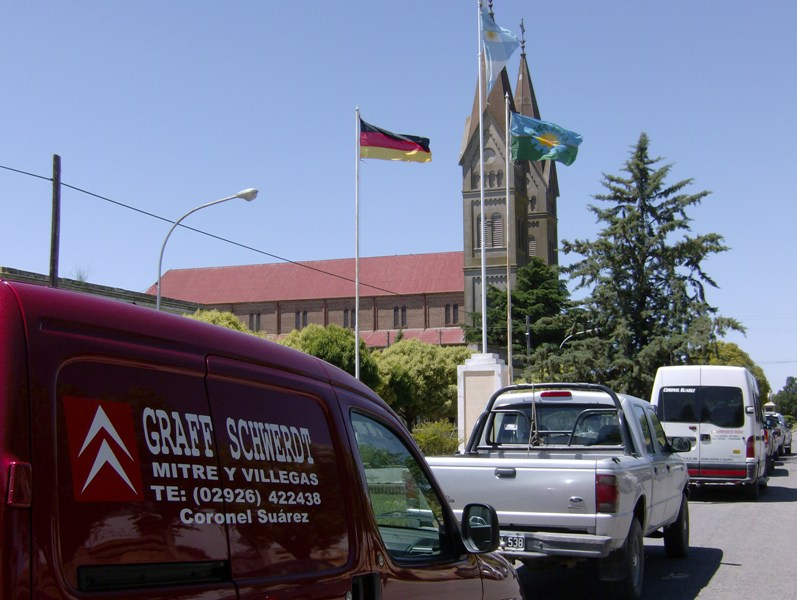
Iglesia junto a las banderas de Argentina, Buenos Aires y Alemania en San José, una colonia fundada por alemanes del Volga en Coronel Suárez, provincia de Buenos Aires. Dicha localidad es un ejemplo de la colonización alemana en el interior de la provincia de Buenos Aires.

Los primeros inmigrantes alemanes en establecerse en Brasil fueron 165 familias que se asentaron en Ilhéus, estado de Bahía, en el año 1818. Un año más tarde, 200 familias se asentaron en São Jorge, en el mismo estado. Algunos alemanes fueron alistados en el ejército brasileño después de la independencia de Portugal en 1822.
Sin embargo, la cuna de la colonización alemana en Brasil fue São Leopoldo, en 1824, extendiéndose principalmente en Paraná, Santa Catarina y Río Grande del Sur. 
Posteriormente otros países americanos patrocinaron la inmigración masiva de población de origen alemán para colonizar lugares despoblados incluyendo:
- Argentina: las sierras cordobesas, provincia de Entre Ríos, provincia de Misiones, provincia de Santa Fe, el interior de la provincia de Buenos Aires y la Patagonia. Un gran porcentaje de los alemanes que emigraron a la Argentina fueron alemanes del Volga, quienes fundaron numerosas colonias, principalmente en la región pampeana del país;
- Brasil: en la región sur y sudeste del país Rio Grande do Sul, Santa Catarina, Paraná y Espirito Santo;
- Chile: las provincias de Malleco, Cautín, Valdivia, Osorno y Llanquihue; donde construyeron las famosas colonias alemanas con costumbres, bailes y arquitectura típica alemana del siglo XIX.
- Perú: las provincias de Puerto Inca, Tingo María, Satipo, Codo del Pozuzo  y Provincia de Oxapampa, esta última es la única colonia austro-alemana en el mundo.

A mediados del siglo XIX, grupos de alemanes intentaron antes de la unificación de ese país colonizar además algunas islas del mar Caribe como Saint Thomas y Tobago, pero con poco éxito y duración.

## Emigración alemana del siglo XX
A comienzos y mediados del siglo XX, comenzaron a emigrar hacia América del Sur, desde Europa y América del Norte, los primeros inmigrantes menonitas, principalmente a Bolivia y Paraguay. Estos colonizadores, que tenían un predominante origen alemán, formaron localidades aisladas del resto de las existentes en la zona, conservando fuertemente sus arraigadas costumbres y tradiciones, siendo incluso el idioma alemán o alguno de sus dialectos (plautdietsch) la lengua materna de parte de estas comunidades hasta la actualidad. En el caso de Bolivia, se establecieron principalmente en el Chaco boliviano, mientras que en Paraguay lo hicieron en su mayoría en los departamentos de Boquerón y San Pedro, formando en ambos casos enclaves lingüísticos del alemán y sus variantes dentro de sus comunidades.
En la década de 1960 se fundó en Chile la Colonia Dignidad, en la provincia de Linares, operando bajo el sistema de enclave y comunidad intencional, similar a las colonias menonitas, pero sin un motivo principal religioso como una sociedad benéfica.